# U.S. News & World Report
U.S. News & World Report – amerykański magazyn informacyjny, który od stycznia 2009 ukazuje się w cyklu miesięcznym (wcześniej co tydzień).
Magazyn został założony w 1933 pt. United States News, zaś pod obecnym tytułem publikowany jest od czasu fuzji w 1948 z założonym w 1945 magazynem wiadomości międzynarodowych pt. World Report.
U.S. News & World Report konkuruje z podobnymi magazynami „Time” i „Newsweek”. Uważany jest za nieco bardziej konserwatywny niż jego dwaj konkurenci. Wysokość nakładu plasuje pismo za nimi na trzecim miejscu. Magazyn najbardziej znany jest z publikowania corocznych rankingów:
- Who Runs America? (Kto rządzi Ameryką?) (1974–1986),
- Best colleges (najlepszych amerykańskich uczelni) (od 1983),
- Best global universities (najlepszych zagranicznych uczelni) (od 2014),
- Best hospitals (najlepszych szpitali) (od 1990),
- Best cars (najlepszych samochodów) (od 2007),
- Best states (najlepszych stanów) (od 2017).

Pomimo wysokich wyników sprzedaży, ze względu na straty spowodowane ówczesnym kryzysem finansowym od stycznia 2009 U.S. News & World Report ukazuje się co miesiąc.